# Bass Reeves

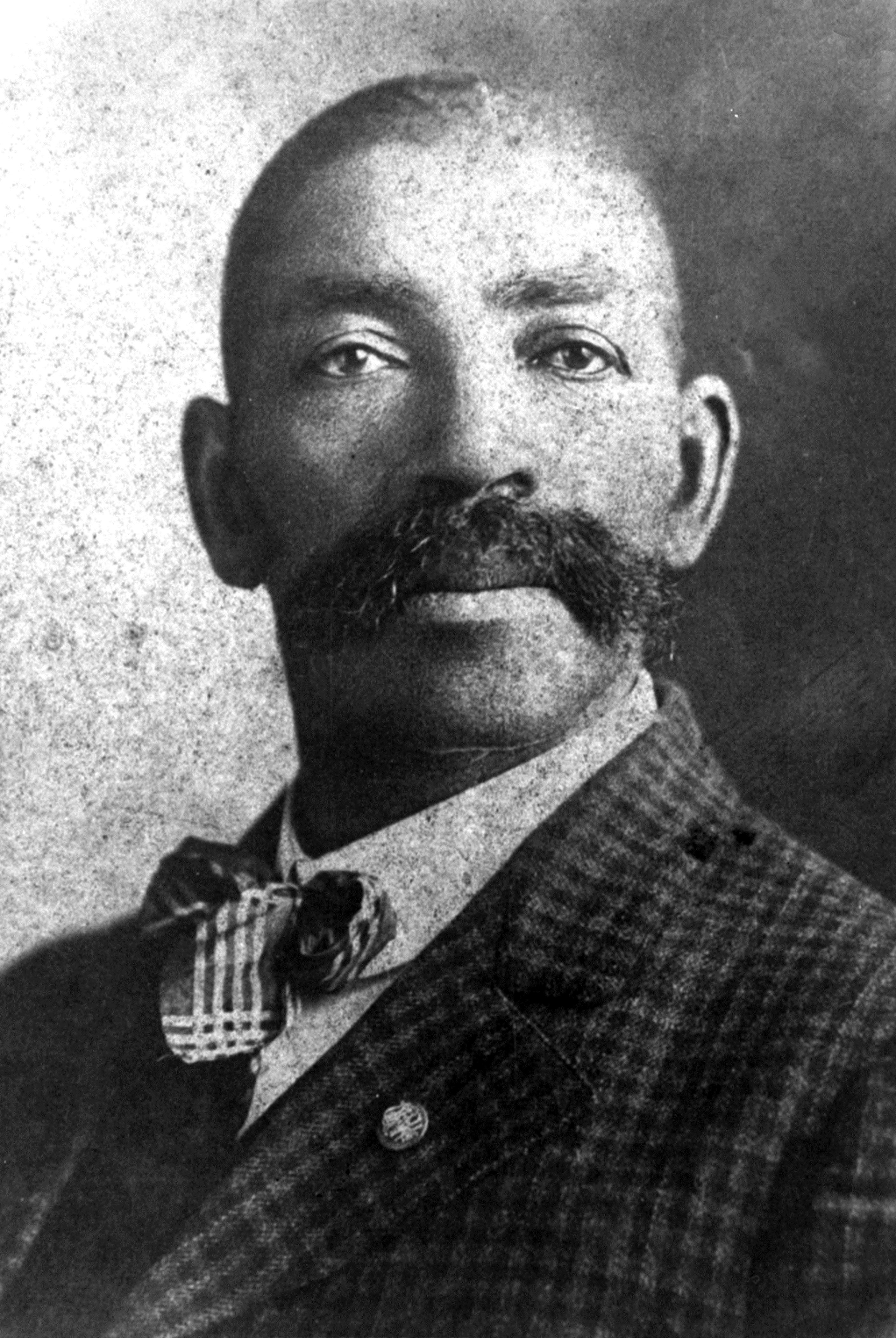
Bass Reeves (um 1910)

Bass Reeves (geboren im Juli 1838 in Crawford County (Arkansas), U.S.; gestorben am 12. Januar 1910 in Muskogee (Oklahoma), U.S.) war ein US-amerikanischer Polizist. Er war der erste afroamerikanische Deputy U.S. Marshal westlich des Mississippi River. Er arbeitete meistens in Arkansas und im Oklahoma-Territorium. Während seiner langen Berufszeit verhaftete er mehr als 3000 gefährliche Verbrecher und erschoss 14 in Notwehr.

## Frühes Leben
Reeves wurde 1838 als Sklave in Crawford County (Arkansas) geboren.
Er wurde nach seinem Großvater Bass Washington benannt. Reeves und seine Familie wurden durch Arkansas Abgeordneten William Steele Reeves versklavt.
Als Bass acht Jahre alt war (etwa 1846), zog William Reeves nach Grayson County (Texas) in die Nähe von Sherman (Texas) in die Peters Colony.
Es erscheint plausibel, dass Reeves von William Steele Reeves’ Sohn als Sklave gehalten wurde, Colonel George R. Reeves, der ein Sheriff und Abgeordneter in Texas war und Speaker im Repräsentantenhaus von Texas bis zu seinem Tod durch Tollwut im Jahr 1882.
Als der Sezessionskrieg begann, trat George Reeves, der Sklavenhalter von Bass, der Armee der Konföderierten Staaten von Amerika bei und nahm Bass mit. Es bleibt unklar, wie und wann genau Bass Reeves seinen Sklavenhalter verließ, aber zu einem gewissen Zeitpunkt während des Krieges erlangte er seine Freiheit.
Ein Bericht erzählt davon, dass Bass Reeves und George Reeves einen Streit über ein Kartenspiel hatten. Bass schlug seinen Sklavenhalter und floh in ein Indianerreservat, wo er mit den Cherokee, Creeks und Seminolen lebte.
Dort blieb er und lernte die Sprachen der Ureinwohner, bis er durch den 13. Zusatzartikel zur Verfassung der Vereinigten Staaten, mit dem die Sklaverei abgeschafft wurde, befreit wurde.
Als Freigelassener zog er nach Arkansas und betrieb in der Nähe von Van Buren (Arkansas) Landwirtschaft.

## Berufliche Laufbahn

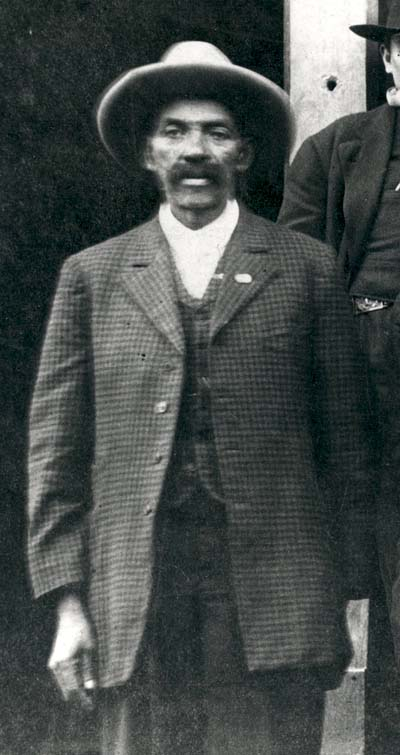
Bass Reeves (1907)

Reeves und seine Familie blieben Bauern bis 1875, als Isaac Parker zum Bundesrichter für das Indianerreservat berufen wurde. Parker ernannte James F. Fagan zum U.S. Marshal und wies ihn an, 200 Deputy Marshals einzustellen. Fagan hatte von Reeves, der die Indianerreservate und die Sprachen der Ureinwohner kannte, gehört und stellte ihn als Deputy US Marshal ein. Reeves wurde dem Deputy US Marshal für den westlichen Gerichtsbezirk von Arkansas zugeteilt, in dessen Zuständigkeitsbereich auch die Indianerreservate lagen. Dort leistete er bis 1893 Dienst. In diesem Jahr wurde er für eine kurze Dauer zum östlichen Gerichtsbezirk von Texas in Paris (Texas) versetzt.
1897 wurde er wieder versetzt, diesmal zum Muskogee Federal Court im Indianerreservat.
Reeves arbeitete 32 Jahre lang als Federal Peace Officer (Bundesfriedensbeamter) im Indianerreservat und wurde zu einem der am meisten geschätzten Deputys von Richter Parker.
Reeves verhaftete einige der gefährlichsten Verbrecher seiner Zeit. Er wurde nie verwundet, nur sein Gürtel und sein Hut wurden ihm bei verschiedenen Gelegenheiten abgeschossen.
Er war ein guter Schütze mit dem Gewehr und dem Revolver und entwickelte während seiner langen Karriere herausragende detektivische Fähigkeiten.
Bis er 1907 in den Ruhestand ging, hatte er über 3000 Verbrecher verhaftet. Er tötete 14 Verbrecher aus Notwehr.
Reeves musste auch seinen eigenen Sohn Benjamin als Mörder verhaften. Benjamin „Bennie“ Reeves wurde angeklagt, seine Ehefrau getötet zu haben. Bass Reeves war von dem Vorfall erschüttert, kam jedoch seiner Amtspflicht nach, Bennie vor den Richter zu bringen. Bennie saß seine Haftstrafe 11 Jahre lang in Fort Leavenworth in Kansas ab, bis seine Strafe umgewandelt wurde. Berichten zufolge verbrachte Bennie den Rest seines Lebens als Musterbürger.
Als Oklahoma 1907 zum Bundesstaat wurde, war Bass Reeves im Alter von 68 Jahren Polizist bei der Polizei von Muskogee. Er leistete dort 2 Jahre lang Dienst, bis er erkrankte.

## Hohes Alter und Tod
Reeves wurde selbst einmal wegen Mordes an dem Koch einer sogenannten Posse Comitatus angeklagt, einer Art Bürgermiliz, die zur Verbrechensbekämpfung oder Verteidigung eines Countys vom örtlichen Gesetzeshüter einberufen werden konnte. Vor seinem Richter Parker berichtete Reeves, dass er aus Versehen geschossen hatte, während er seine Waffe reinigte. Er wurde vor Gericht durch den Anwalt W. H. H. Clayton, der sein Freund und Kollege war, vertreten. Ihm wurde geglaubt, und er wurde freigesprochen – möglicherweise auf der Grundlage seiner Vorgeschichte.
Nachdem er in den Ruhestand getreten war, verschlechterte sich sein Gesundheitszustand. Reeves starb am 12. Januar 1910 an einer Nierenentzündung.

## Familie und Nachfahren
Bass Reeves war zweimal verheiratet und zeugte elf Kinder. Im Jahr 1864 ehelichte er Nellie Jennie († 1896) und nach ihrem Ableben Winnie Sumter (1900–1910). Seine Kinder hießen Newland, Benjamin, George, Lula, Robert, Sally, Edgar, Bass Jr., Harriet, Homer und Alice.
Reeves ist der Großonkel von Paul L. Brady, der 1972 als erster Afroamerikaner zum Federal Administrative Law Judge ernannt wurde. Sein Urururenkel ist der Eishockeyspieler Ryan Reaves.

## Rezeption
- Nach Aussage des Historikers Art Burton ist Bass Reeves die Vorlage für die Figur des Lone Rangers. Art Burton unterlegt seine Behauptung durch die schiere Anzahl von Menschen, die Reeves verhaften konnte, ohne jemals selbst ernsthaft verwundet zu werden, in Kombination mit der Tatsache, dass viele der Verhafteten ihre Haftstrafe im Gefängnis von Detroit (Detroit House of Correction) verbüßten, in der gleichen Stadt, in der auch die Lone-Ranger-Hörspiele zuerst im Radio gesendet wurden vom Sender WXYZ.[13] Diese Theorie ist umstritten.
- Im Jahr 2011 wurde die Brücke des U.S. Highway 62 über den Arkansas River zwischen Muskogee und Fort Gibson (Oklahoma) umbenannt in „Bass Reeves Memorial Bridge“.[14]
- Im Mai 2012 wurde eine Bronzestatue durch den Bildhauer Harold Holden aus Oklahoma erstellt und im Pendegraft Park in Fort Smith (Arkansas) aufgestellt.[15]
- Im Jahr 2013 wurde er in die „Texas Trail Hall of Fame“ aufgenommen.[16]

### Dokumentarfilm
- Der Film Black Far West – Nicht alle Cowboys waren weiß von 2022 widmet sich der Geschichte der Bevölkerungsgruppen nicht-indigener, afroamerikanischer oder multiethnischer Abstammung ab der Zeit der Besiedlung des nordamerikanischen Westens (Wilder Westen). Exemplarisch werden Lebensgeschichten einiger außergewöhnlicher Persönlichkeiten erzält, u. a. die von Bass Reeves.[17][18]

### Fernsehen
- Reeves ist die Hauptrolle und Thema in der vierten Folge der zweiten Staffel der Fernsehserie Gunslingers (Bass Reeves – The Real Lone Ranger).[19]
- Reeves spielt eine prominente Rolle in einer Folge der Fernsehserie How It's Made, in der der Herstellungsprozess einer Bass-Reeves-Sammlerfigur gezeigt wird.[20]
- In der zwölften Folge der ersten Staffel der Fernsehserie Timeless (Wer ist der Mörder von Jesse James?) wird Bass Reeves von Colman Domingo gespielt.[21]
- Reeves ist das Thema in der Folge Oklahoma der TV-Comedyserie Drunk History. Darin wird er von Jaleel White gespielt (Staffel 3, Folge 7).[22]
- In der Fernsehserie Wynonna Earp, Staffel 2, Folge 7 (Everybody Knows) wird Bass Reeves von Adrian Holmes gespielt.[23]
- Bass Reeves wird in der Handlung der Folge The Royal Family der Fernsehserie Greenleaf erwähnt. Reeves’ Name wird vom Pastor Basie Skanks als Pseudonym verwendet, um seine Kirche mit Spieleinnahmen zu unterstützen (Staffel 2, Folge 6).[24]
- Der Status von Bass Reeves als einer der ersten afroamerikanischen Sheriffs spielt eine wichtige Rolle als Identifikationsfigur für die Rolle des Will Reeves in der Fernsehserie Watchmen.
- Bass Reeves wird in Staffel 3, Folge 2 der Fernsehserie Justified erwähnt, in der zwei U.S. Marshals über ihre Lieblings-U.S.-Marshals sprechen.[25]
- In der 7. Folge der 8-teiligen deutsch-britischen Fernsehserie In 80 Tagen um die Welt begegnen die drei Hauptfiguren Bass Reeves auf ihrer Reise durch die USA.[26]
- Eine limitierte Serie über das Leben von Reeves unter dem Titel Lawmen: Bass Reeves vom Schöpfer Taylor Sheridan mit dem Hauptdarsteller David Oyelowo startete am 5. November 2023 auf Paramount+.[27][28]

### Film
- Der Film Bass Reeves von 2010 ist eine fiktionalisierte Erzählung über das Leben und die Karriere von Bass Reeves mit James A. House in der Titelrolle.[29]
- Im Film They Die by Dawn von 2013 wird Bass Reeves von Harry Lennix gespielt[30]
- Der Actionfilm Hell on the Border von 2019 basiert auf dem frühen Berufsleben von Bass Reeves als Gesetzeshüter; in dem Film wird er von David Gyasi gespielt.[31]
- Im April 2018 entwickelten die Amazon Studios eine Filmbiographie über Reeves, mit Drehbuch und Regie durch Chloé Zhao.[32]
- In dem Spielfilm The Harder They Fall (2021) wird Reeves von Delroy Lindo dargestellt.

### Theater
- Ein Theaterstück über Reeves mit dem Titel Cowboy wurde 2019 auf dem National Black Theatre Festival aufgeführt. Regie und Textbuch sind von Layon Gray.

### Spiele
- Bass Reeves ist eine Figur im Tabletop-Spiel Wild West Exodus.[33]
- Bass Reeves ist eine Spielrolle beim Brettspiel Western Legends.[34]
- Bass Reeves ist das Vorbild für die Rolle des Sheriff Freeman in Red Dead Redemption 2.
- Bass Reeves ist das Vorbild für die Rolle des Cornelius Basse im Tablestop-Spiel Malifaux.
- In dem Kartenspiel Cartaventura Oklahoma spielt man die fiktive Flucht von Bass Reeves mit fünf möglichen Ausgängen.[35] Dem Spiel ist auch ein Beiblatt mit einer Zusammenfassung der Geschichte von Bass Reeves beigelegt.

### Hall of Fame
1992 wurde Bass Reeves in die Hall of Great Westerners des National Cowboy & Western Heritage Museums aufgenommen.